# Edgeware
Edgeware est une banlieue de la cité de Christchurch, située dans l’île du Sud de la Nouvelle-Zélande.

## Situation
Elle est localisée au nord de centre de la cité (en). Elle est centrée autour d’un groupe de quelque 20 magasins qui constituent Edgeware Village sur Edgeware Road, près de l’extrémité nord de Colombo Street (en).

## Accident
Edgeware a reçu une attention nationale dans le cadre des nouvelles en juin 2006, quand la perte du contrôle d’une voiture au niveau de Edgeware Road entraîna la mort de deux écolières.